# Lifitegrast
Lifitegrast ist ein Arzneistoff, der in der Behandlung des trockenen Auges (Keratoconjunctivitis sicca) verwendet wird. Lifitegrast gehört zu den Integrin-Antagonisten und greift in immunologische Entzündungsprozesse ein, die beim Syndrom des trockenen Auges eine Rolle spielen.

## Eigenschaften
Lifitegrast ist ein weißes bis cremefarbenes Pulver, das in Wasser löslich ist. Das Molekül hat ein chirales Zentrum.

## Wirkungsmechanismus
Lifitegrast bindet an das Integrin Leukozyten-Funktions-Antigen 1 (LFA-1), ein auf der Oberfläche von T-Zellen und anderen weißen Blutkörperchen (Leukozyten) vorkommendes Protein, und verhindert die Bindung an dessen Liganden intercellular adhesion molecul 1 (ICAM-1). Die durch LFA-1/ICAM-1-Interaktion ausgelöste T-Zell-vermittelte Entzündungsreaktion wird gebremst. ICAM-1 ist beim trockenen Auge in der Horn- und Bindehaut überexprimiert.
In in-vitro-Studien wurde gezeigt, dass Lifitegrast die Adhäsion der T-Zellen einer humanen Zelllinie an ICAM-1 verhindert und die Ausschüttung inflammatorischer Zytokine in mononukleäre Zellen des peripheren Blutes unterdrückt. Der genaue Wirkungsmechanismus in vivo ist nicht bekannt.

## Anwendungsgebiete
Lifitegrast ist als 5%ige Augentropfenlösung angezeigt zur Behandlung der Zeichen und Symptome des Syndroms des trockenen Auges. Für diesen Anwendungsbereich wurde es unter dem Namen Xiidra im Juli 2016 von der FDA für den US-amerikanischen Markt zugelassen.

## Zulassungsstudien
Für die Zulassung wurden mehr als 1000 Patienten über zwölf Wochen in vier randomisierten, placebokontrollierten klinischen Studien untersucht. Endpunkte waren die Symptome der Augentrockenheit, die anhand des Eye Dryness Score (EDS) und des Ocular Discomfort Score (ODS) erfasst wurden, und die Entzündungszeichen, die mittels einer bestimmten Färbemethode, der Corneal Fluorescein Staining (CFS), sowie des Schirmer Tear Test (STT) gemessen wurden. In allen vier Studien erwies sich Xiidra wirksam gegen die Beschwerden der Augentrockenheit und die Entzündung der Bindehaut.

## Nebenwirkungen
Als häufigste Nebenwirkungen wurden Augenreizungen, Schmeckstörungen (Dysgeusie) und reduzierte Sehschärfe berichtet, die bei 5 bis 25 % der behandelten Patienten auftraten.

## Handelspräparate
- Shire plc/Takeda Pharmaceutical: Xiidra (USA)[3]